# Microkayla kempffi
Microkayla kempffi is een kikker uit de familie Craugastoridae. De soort komt voor in Bolivia. Microkayla kempffi wordt bedreigd door het verlies van habitat.